# Liste des codes postaux canadiens débutant par J
| Flag of Canada | Codes postaux canadiens |    |    |    |    |    |    |    |    |    |    |    |    |    |    |       |    |
| \| NL \| NS \| PE \| NB \| QC \| QC \| QC \| ON \| ON \| ON \| ON \| ON \| MB \| SK \| AB \| BC \| NU/NT \| YT \| \| A \| B \| C \| E \| G \| H \| J \| K \| L \| M \| N \| P \| R \| S \| T \| V \| X \| Y \| |                         |    |    |    |    |    |    |    |    |    |    |    |    |    |    |       |    |
| NL | NS                      | PE | NB | QC | QC | QC | ON | ON | ON | ON | ON | MB | SK | AB | BC | NU/NT | YT |
| A | B                       | C  | E  | G  | H  | J  | K  | L  | M  | N  | P  | R  | S  | T  | V  | X     | Y  |

## Ouest et Nord du Québec - 158RTA

### Urbain
| J1A Coaticook                                | J2A Drummondville Sud-est                | J3A Saint-Jean- sur-Richelieu Nord                         | J4A Non assigné          | J5A Saint-Constant               | J6A Repentigny Sud                                                       | J7A Sainte-Thérèse Est                                                                                           | J8A Saint-Hippolyte                                  | J9A Hull Sud-ouest                                    |
| J1B Non assigné                              | J2B Drummondville Sud Saint-Majorique    | J3B Saint-Jean- sur-Richelieu Centre                       | J4B Boucherville         | J5B Delson                       | J6B Non assigné                                                          | J7B Sainte-Thérèse Nord Blainville                                                                               | J8B Sainte-Adèle                                     | J9B Chelsea                                           |
|                                              |                                          |                                                            |                          |                                  |                                                                          | |                                                      |                                                       |
| J1C Bromptonville                            | J2C Drummondville Centre                 | J3C Non assigné                                            | J4C Non assigné          | J5C Sainte-Catherine             | J6C Non assigné                                                          | J7C Sainte-Thérèse Nord-ouest                                                                                    | J8C Sainte-Agathe- des-Monts Ivry-sur-le-Lac         | J9C Non assigné                                       |
| J1E Sherbrooke (Fleurimont) Nord             | J2E Drummondville Nord-ouest             | J3E Sainte-Julie                                           | J4E Non assigné          | J5E Non assigné                  | J6E Joliette Saint-Charles-Borromée Notre-Dame-des-Prairies Saint-Pierre | J7E Sainte-Thérèse Centre                                                                                        | J8E Mont-Tremblant Lac-Tremblant-Nord                | J9E Maniwaki Bois-Franc Déléage Egan-Sud Kitigan Zibi |
| J1G Sherbrooke (Fleurimont) Sud              | J2G Granby Centre                        | J3G Belœil Ouest McMasterville Saint-Mathieu-de-Beloeil    | J4G Longueuil Nord       | J5G Non assigné                  | J6G Non assigné                                                          | J7G Sainte-Thérèse Sud                                                                                           | J8G Chatham Harrington                               | J9G Non assigné                                       |
| J1H Sherbrooke (Mont-Bellevue) Est           | J2H Granby Est                           | J3H Belœil Est Mont-St-Hilaire Otterburn Park              | J4H Longueuil Ouest      | J5H Non assigné                  | J6H Non assigné                                                          | J7H Sainte-Thérèse Sud-ouest                                                                                     | J8H Lachute                                          | J9H Aylmer Sud                                        |
| J1J Sherbrooke (Jacques- Cartier) Est        | J2J Granby Ouest                         | J3J Non assigné                                            | J4J Longueuil Centre     | J5J Sainte-Sophie                | J6J Châteauguay Nord                                                     | J7J Mirabel Nord-est                                                                                             | J8J Non assigné                                      | J9J Aylmer Nord                                       |
| J1K Sherbrooke (Mont-Bellevue) Ouest         | J2K Cowansville East-Farnham Brigham     | J3K Non assigné                                            | J4K Longueuil Sud-ouest  | J5K Saint-Colomban               | J6K Châteauguay Sud                                                      | J7K Mascouche Est                                                                                                | J8K Non assigné                                      | J9K Non assigné                                       |
| J1L Sherbrooke (Jacques- Cartier) Nord-ouest | J2L Bromont                              | J3L Chambly Carignan Richelieu Saint-Mathias-sur-Richelieu | J4L Longueuil Sud-est    | J5L Saint-Jérôme Ouest           | J6L Non assigné                                                          | J7L Mascouche Ouest                                                                                              | J8L Buckingham L'Ange-Gardien Mayo Mulgrave-et-Derry | J9L Mont-Laurier                                      |
| J1M Sherbrooke (Lennoxville)                 | J2M Shefford                             | J3M Marieville                                             | J4M Longueuil Est        | J5M Saint-Lin- Laurentides       | J6M Non assigné                                                          | J7M La Plaine | J8M Masson-Angers                                    | J9M Non assigné                                       |
| J1N Rock ForestDeauville                     | J2N Farnham                              | J3N Saint-Basile- le-Grand                                 | J4N Longueuil Nord-est   | J5N Sainte-Anne-des-Plaines      | J6N Beauharnois Léry                                                     | J7N Mirabel Sud-ouest                                                                                            | J8N Val-des-Monts Denholm                            | J9N Non assigné                                       |
| J1P Non assigné                              | J2P Non assigné                          | J3P Sorel-Tracy Centre et Est Sainte-Anne-de-Sorel         | J4P Saint-Lambert Nord   | J5P Non assigné                  | J6P Non assigné                                                          | J7P Saint-Eustache Nord-est                                                                                      | J8P Gatineau Sud-est                                 | J9P Val-d'Or                                          |
| J1R Saint-Élie-d'Orford                      | J2R Saint-Hyacinthe Nord-est             | J3R Sorel-Tracy Sud-ouest Saint-Joseph-de-Sorel            | J4R Saint-Lambert Centre | J5R Candiac La Prairie           | J6R Mercier                                                              | J7R Saint-Eustache Sud-ouest Deux-Montagnes                                                                      | J8R Gatineau Nord-est                                | J9R Non assigné                                       |
| J1S Windsor Val-Joli                         | J2S Saint-Hyacinthe Sud-ouest            | J3S Non assigné                                            | J4S Saint-Lambert Sud    | J5S Non assigné                  | J6S Salaberry-de- Valleyfield Nord                                       | J7S Non assigné                                                                                                  | J8S Non assigné                                      | J9S Non assigné                                       |
| J1T Val-des-Sources                          | J2T Saint-Hyacinthe Sud                  | J3T Nicolet                                                | J4T Saint-Hubert Ouest   | J5T Lavaltrie                    | J6T Salaberry-de- Valleyfield Sud                                        | J7T Saint-Lazare Les Cèdres                                                                                      | J8T Gatineau Sud-ouest                               | J9T Amos                                              |
| J1V Non assigné                              | J2V Non assigné                          | J3V St-Bruno-de-Montarville                                | J4V Greenfield Park      | J5V Louiseville                  | J6V Terrebonne Est (Lachenaie)                                           | J7V Vaudreuil- Dorion Terrasse-Vaudreuil Les Cèdres L'Île-Perrot Notre-Dame-de-l'Île-Perrot Vaudreuil-sur-le-Lac | J8V Gatineau Nord-ouest Cantley                      | J9V Ville-Marie Duhamel-Ouest                         |
| J1W Non assigné                              | J2W Saint-Luc (Saint-Jean-sur-Richelieu) | J3W Non assigné                                            | J4W Brossard Nord-ouest  | J5W L'Assomption Saint-Sulpice   | J6W Terrebonne Centre                                                    | J7W Pincourt | J8W Non assigné                                      | J9W Non assigné                                       |
| J1X Magog Orford                             | J2X Saint-Jean- sur-Richelieu Est        | J3X Varennes                                               | J4X Brossard Sud-ouest   | J5X L'Épiphanie                  | J6X Terrebonne Nord-ouest                                                | J7X Salaberry-de-Valleyfield Les Coteaux                                                                         | J8X Hull Sud-est                                     | J9X Rouyn-Noranda Centre                              |
| J1Y Non assigné                              | J2Y Saint-Jean- sur-Richelieu Ouest      | J3Y Saint-Hubert Centre                                    | J4Y Brossard Sud         | J5Y Repentigny Nord-est          | J6Y Terrebonne Sud-ouest                                                 | J7Y Saint-Jérôme Nord                                                                                            | J8Y Hull Centre                                      | J9Y Rouyn-Noranda Périphéries                         |
| J1Z Saint-Cyrille- de-Wendover               | J2Z Non assigné                          | J3Z Saint-Hubert Est                                       | J4Z Brossard Nord-est    | J5Z Repentigny ouest Charlemagne | J6Z Lorraine Bois-des-Fillion                                            | J7Z Saint-Jérôme Sud-est                                                                                         | J8Z Hull Nord                                        | J9Z La Sarre                                          |

### Rural
| J0A Centre-du-Québec-Sud 1A0: Danville 1B0: Kingsey Falls 1C0: Saint-Adrien 1E0: Saint-Albert et Sainte-Séraphine 1G0: Saint-Camille 1H0: Sainte-Clotilde-de-Horton 1J0: Saint-Georges-de-Windsor 1K0: Saint-Rémi-de-Tingwick 1L0: Tingwick 1M0: Warwick et Sainte-Élizabeth-de-Warwick 1N0: Wotton | J0B Estrie-Est 1A0: Ascot 1B0: Austin 1C0: Ayer's Cliff et Barnston-Ouest 1E0: Stanstead 1G0: Bishopton 1J0: Bury 1K0: Chartierville 1L0: Compton 1M0: Cookshire et Newport 1P0: Dixville 1R0: East Angus et Westbury 1S0: East Hereford et Saint-Venant-de-Paquette 1T0: Georgeville 1W0: Sainte-Catherine-de-Hatley 1X0: Kingsbury 1Y0: La Patrie 2A0: Martinville 2B0: Melbourne et Ulverton 2C0: North Hatley 2E0: Notre-Dame-des-Bois 2H0: Richmond et Cleveland 2K0: Stanstead 2L0: Marbleton 2M0: Saint-Benoît-du-Lac 2N0: Saint-Claude 2P0: Saint-Denis-de-Brompton 2R0: Sainte-Edwidge 2T0: Saint-Félix-de-Kingsey 2V0: Saint-François-Xavier-de-Brompton 2W0: Sainte-Herménégilde 2X0: Saint-Isidore-de-Clifton 2Y0: Saint-Malo 2Z0: Lingwick 3A0: Sawyerville 3B0: Scotstown et Hampden 3E0: Stanstead-Est et Stanstead (Ville) 3E3: Ogden 3G0: Stoke 3H0: Waterville 3J0: Weedon et Ham-Sud 4B0: Hatley (Ville) et (Canton) | J0C Centre-du-Québec-Ouest 1A0: Notre-Dame-du-Bon-Conseil (Village et Paroisse) 1B0: L'Avenir 1C0: Saint-Bonaventure 1E0: Sainte-Brigitte-des-Saults 1G0: Saint-Célestin (Village) et (Paroisse) 1J0: Saint-Eugène-de-Grantham 1K0: Saint-Germain-de-Grantham et Saint-Edmond-de-Grantham 1L0: Saint-Guillaume 1M0: Saint-Léonard-d'Aston 1N0: Saint-Lucien 1R0: Sainte-Perpétue 1S0: Wickham | J0E Estrie-Ouest 1A0: Saint-Paul-d'Abbotsford 1B0: Abercorn 1E0: Ange-Gardien 1E1: Béthanie 1G0: Bolton-Est 1H0: Bonsecours 1K0: Brome 1M0: Dunham 1P0: Eastman 1R0: Foster 1S0: Fulford 1V0: Knwolton 1W0: Lawrenceville 1X0: Potton 1Y0: Racine 1Y1: Maricourt 1Z0: Roxton Pond 2A0: Saint-Alphonse-de-Granby 2B0: Sainte-Anne-de-la-Rochelle 2C0: Sainte-Cécile-de-Milton 2E0: Saint-Étienne-de-Bolton 2G0: Saint-Joachim-de-Shefford 2J0: Stukely-Sud 2K0: Sutton 2L0: Valcourt (Ville) et (Canton) 2M0: Warden 2N0: Waterloo 2P0: West Brome 2T0: Bolton-Ouest                                                                 | J0G Nicolet-Yamaska 1A0: Baie-du-Febvre 1B0: Grand-Saint-Esprit 1C0: La Visitation-de-Yamaska 1H0: Odanak 1J0: Pierreville et Saint-Elphège 1K0: Saint-Aimé, Saint-Louis et Massueville 1L0: Saint-David 1M0: Saint-François-du-Lac 1N0: Sainte-Monique 1P0: Saint-Ours 1R0: Saint-Pie-de-Guire 1S0: Saint-Robert 1T0: Sainte-Victoire-de-Sorel 1V0: Saint-Zéphirin-de-Courval 1W0: Yamaska 1X0: Yamaska Est et Saint-Gérard-Majella |
| J0H Montérégie-Est 1A0: Acton Vale 1B0: La Présentation 1C0: Saint-Bernard-de-Michaudville 1E0: Roxton Falls et Roxton (Canton) 1G0: Saint-Barnabé-Sud 1H0: Sainte-Christine 1J0: Saint-Damase 1K0: Saint-Denis-sur-Richelieu 1L0: Saint-Dominique 1M0: Sainte-Hélène-de-Bagot 1N0: Saint-Hugues 1P0: Saint-Jude 1R0: Saint-Liboire 1S0: Sainte-Madeleine et Sainte-Marie-Madeleine 1T0: Saint-Marcel-de-Richelieu 1V0: Saint-Nazaire-d'Acton 1W0: Saint-Pie 1Y0: Saint-Simon-de-Bagot 1Z0: Saint-Théodore-d'Acton 2B0: Saint-Valérien 2C0: Durham-Sud et Lefebvre 2E0: Upton 2G0: Saint-Charles-sur-Richelieu | J0J Montérégie-Sud 1A0: Bedford (Ville) et (Canton) 1B0: Clarenceville et Noyan 1C0: Frelighsburg 1E0: Henryville 1G0: Saint-Paul-de-l'Île-aux-Noix 1J0: Lacolle 1K0: Mont-Saint-Grégoire 1L0: Napierville et Saint-Cyprien-de-Napierville 1M0: Notre-Dame-de-Stanbridge 1N0: Philipsburg 1P0: Pike River 1R0: Saint-Jean-sur-Richelieu 1S0: Saint-Alexandre-d'Iberville 1T0: Saint-Armand 1V0: Saint-Bernard-de-Lacolle 1W0: Saint-Blaise-sur-Richelieu 1X0: Sainte-Brigide-d'Iberville 1Y0: Saint-Ignace-de-Stanbridge 1Z0: Saint-Jacques-le-Mineur 2B0: Sainte-Sabine 2C0: Saint-Sébastien 2E0: Saint-Valentin 2G0: Sabrevois 2H0: Stanbridge 2J0: Stanbridge Station 2K0: Venise-en-Québec | J0K Lanaudière-Nord 1A0: Berthierville 1B0: Crabtree 1C0: Saint-Ambroise-de-Kildare 1E0: Lanoraie 1K0: Lourdes-de-Joliette 1L0: Mandeville 1M0: Manawan 1N0: Maskinongé 1R0: Sainte-Angèle-de-Prémont 1S0: Rawdon 1T0: Saint-Alexis-de-Montcalm 1V0: Saint-Alexis-des-Monts 1W0: Saint-Alphonse-Rodriguez 1X0: Saint-Barthélemy 1Y0: Sainte-Béatrix 1Z0: Saint-Calixte 2A0: Saint-Cléophas-de-Brandon 2B0: Saint-Côme 2C0: Saint-Cuthbert 2E0: Saint-Damien 2G0: Saint-Didace 2H0: Saint-Édouard-de-Maskinongé 2J0: Sainte-Élisabeth 2K0: Sainte-Émilie-de-l'Énergie 2L0: Saint-Esprit 2M0: Saint-Félix-de-Valois 2N0: Saint-Gabriel-de-Brandon 2P0: Saint-Ignace-de-Loyola et La-Visitation-de-l'Île-Dupas 2R0: Saint-Jacques 2S0: Saint-Jean-de-Matha 2T0: Sainte-Julienne 2V0: Saint-Justin 2W0: Saint-Léon 2X0: Saint-Liguori 2Y0: Sainte-Marcelline-de-Kildare 2Z0: Sainte-Marie-Salomé 3A0: Sainte-Mélanie 3B0: Saint-Michel-des-Saints 3C0: Saint-Norbert 3E0: Saint-Paul 3G0: Saint-Paulin 3H0: Saint-Roch-de-l'Achigan et Saint-Roch-Ouest 3K0: Chertsey 3L0: Saint-Thomas 3M0: Sainte-Ursule 3N0: Saint-Zénon | J0L Montérégie-Nord 1A0: Calixa-Lavallée 1B0: Kahnawake 1C0: Contrecœur 1H0: Hemmingford (Village) et (Canton) 1M0: Rougemont 1N0: Saint-Amable 1P0: Sainte-Angèle-de-Monnoir 1R0: Saint-Antoine-sur-Richelieu 1T0: Saint-Césaire 1W0: Sainte-Clotilde 1Y0: Saint-Édouard-de-Napierville 2A0: Saint-Isidore-de-Laprairie 2B0: Saint-Jean-Baptiste 2E0: Saint-Marc-sur-Richelieu 2H0: Saint-Mathieu-de-Laprairie 2J0: Saint-Michel 2K0: Saint-Philippe 2L0: Saint-Rémi 2M0: Saint-Roch-de-Richelieu 2N0: Sherrington 2R0: Verchères                                                                                                  | J0M Nunavik et Baie-James 1A0: Kangirsuk 1C0: Kuujjuaq 1E0: Chisasibi 1G0: Kuujjuarapik 1H0: Ivujivik 1J0: Quaqtaq 1K0: Kangiqsujuaq 1L0: Wemindji 1M0: Inukjuak 1N0: Kangiqsualujjuaq 1P0: Puvirnituq 1R0: Waskaganish 1S0: Salluit 1T0: Tasiujaq 1V0: Akulivik 1W0: Eastmain 1X0: Aupaluk 1Y0: Umiujaq |
| J0N Deux-Montagnes 1E0: Oka et Kanesatake 1G0: Pointe-Calumet 1M0: Saint-Joseph-du-Lac 1P0: Sainte-Marthe-sur-le-Lac | J0P Vaudreuil-Soulanges 1B0: Coteau-du-Lac 1G0: Dalhousie 1H0: Hudson 1J0: Hudson Heights 1M0: Pointe-des-Cascades 1N0: Pointe-Fortune 1P0: Rigaud 1P1: Très-Saint-Rédempteur 1R0: Rivière-Beaudette 1S0: Saint-Clet 1T0: Sainte-Justine-de-Newton 1W0: Sainte-Marthe 1X0: Saint-Polycarpe 1Y0: Saint-Télesphore 1Z0: Saint-Zotique | J0R Laurentides-Est 1A0: Mille-Isles 1B0: Sainte-Anne-des-Lacs 1H0: Morin Heights 1K0: Piedmont 1R0-1R7: Saint-Sauveur 1T0: Prévost | J0S Montérégie-Ouest 1A0: Hinchinbrooke 1B0: Cazaville 1C0: Dewittville 1E0: Franklin 1G0: Howick et Très-Saint-Sacrement 1H0: Huntingdon et Godmanchester 1K0: Ormstown 1L0: Sainte-Agnès-de-Dundee 1M0: Saint-Anicet 1N0: Saint-Antoine-Abbé 1P0: Sainte-Barbe 1R0: Saint-Chrysostome 1S0: Saint-Étienne-de-Beauharnois 1T0: Saint-Louis-de-Gonzague 1V0: Sainte-Martine 1W0: Saint-Stanislas-de-Kostka 1Y0: Saint-Urbain-Premier 2C0: Havelock 2E0: Elgin | J0T Laurentides-Nord 1A0: Arundel et Barkmere 1B0: Brébeuf 1E0: Estérel 1G0: Huberdeau 1H0: Labelle 1J0: Lac-Supérieur 1K0: Lac-des-Plages 1L0: Sainte-Marguerite-du-Lac-Masson 1M0: La Conception 1P0: Lac-Supérieur 1R0: La Macaza 1S0: La Minerve 1T0: Rivière-Rouge 1V0: Lantier 1W0: L'Ascension 1Y0: Wentworth-Nord 2A0: Notre-Dame-de-la-Merci 2B0: Saint-Adolphe-d'Howard 2C0: Saint-Donat-de-Montcalm 2E0: Entrelacs 2G0: Mont-Blanc 2J0: Sainte-Lucie-des-Laurentides 2L0: Amherst 2M0: Lac-des-Seize-Îles 2N0: Val-David 2P0: Val-des-Lacs 2R0: Val-Morin 2T0: Amherst 2V0: Montcalm 2X0: Rivière-Rouge |
| J0V Laurentides-Sud 1A0: Grenville-sur-la-Rouge 1E0: Chénéville et Lac-Simon 1G0: Duhamel 1H0: Fassett 1J0: Grenville 1K0: Gore 1L0: Montebello et Notre-Dame-de-Bonsecours 1M0: Montpellier 1N0: Namur et Boileau 1P0: Notre-Dame-de-la-Paix 1R0: Papineauvile 1S0: Plaisance 1V0: Ripon 1W0: Saint-André-Avellin 1X0: Saint-André-d'Argenteuil 1Y0: Saint-Émile-de-Suffolk 2B0: Saint-Placide | J0W Outaouais-Nord 1A0: Chute-Saint-Philippe 1C0: Ferme-Neuve 1E0: Grand-Remous 1G0: Kiamika 1H0: Lac-des-Écorces 1J0: Lac-des-Îles 1K0: Lac-Saint-Paul 1L0: Lac-Saguay 1N0: Montcerf-Lytton 1P0: Mont-Saint-Michel 1R0: Nominingue 1S0: Notre-Dame-de-Pontmain 1S1: Lac-du-Cerf 1V0: Sainte-Anne-du-Lac 1W0: Aumond 1Y0: Lac-des-Écorces 2C0: Lac-Rapide | J0X Outaouais-Sud 1A0: La Pêche (Alcove) 1C0: Blue Sea 1E0: Bouchette 1G0: Bristol 1H0: Bryson 1J0: L'Île-du-Grand-Calumet 1K0: Campbell's Bay, Alleyn-et-Cawood et Litchfield 1M0: Chichester et L'Île-aux-Allumettes 1P0: Danford Lake 1R0: Mansfield-et-Pontefract 1S0: La Pêche (Duclos) 1T0: La Pêche (Farrellton) 1V0: Fort-Coulonge 1W0: Gracefield 1X0: Kazabazua 1Y0: Lac-Cayamant 1Z0: Lac-Sainte-Marie 2A0: Thorne 2C0: Low 2G0: Pontiac (Luskville) 2J0: Messines 2L0: Notre-Dame-de-la-Salette 2M0: Notre-Dame-du-Laus 2P0: Otter Lake 2T0: Portage-du-Fort 2V0: Pontiac (Quyon) 2W0: La Pêche (Sainte-Cécile-de-Masham) 2X0: Sainte-Thérèse-de-la-Gatineau 2Y0: Shawville et Calrendon 2Z0: Sheenboro 3B0: Thurso, Lochaber, Lochaber-Partie-Ouest et Saint-Sixte 3C0: Val-des-Bois et Bowman 3E0: Venosta 3G0: La Pêche (Wakefield) 3H0: Waltham 3K0: La Pêche (Lac-des-Loups) 3M0: Rapides-des-Joachims | J0Y Abitibi-Témiscamingue-Est 1A0: Barraute 1C0: Rouyn-Noranda (Cadillac) 1E0: Champneuf 1G0: Saint-Félix-de-Dalquier 1H0: Desmaraisville 1J0: Saint-Marc-de-Figuery 1L0: Guyenne 1M0: Saint-Mathieu-d'Harricana 1R0: La Corne 1S0: La Morandière 1T0: La Motte 1V0: Landrienne 1W0: Launay 1X0: Lebel-sur-Quévillon 1Z0: Malartic 2A0: Matagami 2B0: Miquelon 2E0: Preissac 2G0: Berry 2H0: Rivière-Héva 2J0: Rochebaucourt 2K0: Saint-Dominique-du-Rosaire 2L0: Sainte-Gertrude-Manneville 2M0: Senneterre et Belcourt 2S0: Trécesson 2X0: Radisson 3B0: Nemiscau 3C0: Waswanipi 3H0: Eastmain-1-A-Sarcelle-Rupert 3M0: Lac-Simon | J0Z Abitibi-Témiscamingue-Ouest 1A0: Angliers 1B0: Rouyn-Noranda (Arntfield) 1C0: Authier 1E0: Authier-Nord 1G0: Béarn 1H0: Beaucanton 1K0: Rouyn-Noranda (Bellecombe) 1L0: Belleterre 1M0: Sainte-Germaine-Boulé 1N0: Chazel 1P0: Rouyn-Noranda (Cléricy) 1R0: Clerval 1S0: Rouyn-Noranda (Cloutier) 1V0: Desméloizes et Saint-Lambert 1W0: Duparquet 1X0: Dupuy 1Y0: Rouyn-Noranda (Évain) 1Z0: Fabre 2A0: Fugèreville 2B0: Gallichan 2E0: Guérin 2G0: Saint-Bruno-de-Guigues 2H0: Kipawa 2J0: Laforce 2K0: Laniel 2L0: La Reine 2N0: Latulipe 2P0: Laverlochère 2R0: Lorrainville 2S0: Macamic 2T0: Mancebourg 2W0: Moffet 2X0: Rouyn-Noranda (Montbeillard) 2Y0: Rouyn-Noranda (Mont-Brun) 2Z0: Nédélec 3A0: Normétal 3B0: Notre-Dame-du-Nord 3C0: Palmarolle 3E0: Poularies et Rouyn-Noranda (D'Alembert) 3G0: Rapide-Danseur 3H0: Rémigny 3J0: Rouyn-Noranda (Rollet) 3K0: Roquemaure 3L0: Saint-Eugène-de-Guigues 3M0: Saint-Vital-de-Clermont 3N0: Taschereau 3R0: Témiscaming 3R1: Kebaowek 3S0: Val-Paradis 3T0: Val-Saint-Gilles 3V0: Villebois |

## Sources
- Géographie - Trouver de l’information par région ou aire géographique, sur Statistique Canada.
- Google Maps (ici un exemple de recherche avec la région de tri d'acheminement J1A)